# Neukloster (Herrschaft)
Die Herrschaft Neukloster war eine Grundherrschaft im Viertel unter dem Wienerwald im Erzherzogtum Österreich unter der Enns, dem heutigen Niederösterreich.

## Ausdehnung
Die Herrschaft bestand weiters aus den Herrschaften Strelzhof und Tachenstein sowie aus dem Gut St. Lorenzen und der Gülte Beneficium St. Georgi. Sie umfasste zuletzt die Ortsobrigkeit über Straßhof, Gramatl, Weidnitz, Wechselhof, Willendorf, Netting, Strelzhof, Dörfles und Tachenstein. Der Sitz der Verwaltung befand sich in Wiener Neustadt.

## Geschichte
Letzter Inhaber der Stiftsherrschaft war Bernhard Schwindel als Abt des Stifts Neukloster, einer Zisterzienserabtei in Wiener Neustadt, die 1880 in das Stift Heiligenkreuz eingegliedert wurde. Die Herrschaft wurde nach den Reformen 1848/1849 aufgelöst.